# Acala (kommun)
Acala är en kommun i Mexiko.   Den ligger i delstaten Chiapas, i den sydöstra delen av landet, 700 km öster om huvudstaden Mexico City. Antalet invånare är 28 947.
Följande samhällen finns i Acala:
- Acala
- Nuevo Vicente Guerrero
- Unión Buena Vista
- Javier López Moreno
- Rizo de Oro
- Nuevo Poblado Concepción
- Nuevo Villahermosa
- Cruz Chiquita
- El Rosarito
- El Paquesch
- Monte de los Olivos
- Belén
- Santa Rosa
- Roberto Albores Guillén
- Nuevo San Isidro
- San Pedro Pedernal
- Belén Dos
- Central Campesina Cardenista